# Souihla
Souihla (arabe : السويهلة ; berbère : ⵙⵡⵉⵀⵍⴰ) est une commune rurale de la préfecture de Marrakech, appartenant à la région Marrakech-Safi. Elle ne dispose pas de centre urbain.
Reliée à Marrakech par les trois pénétrantes occidentales de la ville (la route de la Targa, l'avenue El Mouqaouama et la route d'Agadir et d'Essaouira), la commune de Souihla est surtout connue pour son école d'agriculture, inaugurée en 1954, et devenue en 1991 l'Institut des techniciens spécisés en agriculture de Souihla. Son nom est aussi localement pour la variété de melon développée par cette école, une variante du melon Galia.
La commune abrite en outre plusieurs douars importants, dont le douar Erragueb et le douar Draoua.